# Azienda Elettrica Municipale
Pour les articles homonymes, voir AEM.
AEM (Azienda Elettrica Municipale) a été un groupe énergétique italien basé à Milan. Le groupe fondé en 1910 exerce 80 % de son activité dans la production et la distribution d'électricité ainsi que dans la distribution de gaz naturel. Avec près de 1,7 million de clients et une participation dans Edison, AEM est en 2011 le numéro 2 italien de l'électricité et du gaz derrière Enel.
Depuis le 1er janvier 2008, les sociétés AEM - AMSA ont fusionné avec ASM Brescia pour donner naissance  géant A2A.
Le groupe AEM était semi public puisque la Municipalité de Milan en possédait plus de 43 % du capital. C'est pour cela que le groupe, en plus de ses activités énergétique, s'occupait de l'éclairage et des panneaux de signalisations de la ville de Milan.

## Potentiel industriel
AEM dispose d'une centrale au gaz et cogénération à Cassano d'Adda, d'usines hydroélectriques situés principalement dans le nord de la Lombardie, en Valtellina et d'installations de distribution d'énergie électrique situées dans la périphérie de Milan et des aéroports de Milano-Malpensa et Milano-Linate.

## Histoire
À la fin du XIXe siècle, la centrale thermoélectrique di Santa Redegonda à Milan fut réalisée. Ce type de centrale était la première en Europe et la seconde au monde. Sa gestion fut confiée en 1884 à la Società Generale Italiana di Elettricità Sistema Edison. La mairie de Milan confioa ensuite à cette même société la gestion et la distribution de l'électricité dans de nombreux quartiers. En 1887, Edison signa la première convention d'une durée de cinq années pour l'éclairage public de la ville de Milan. 
En 1893 Edison signa une convention pour l'électrification des lignes de tramway, et décida de la construction de nombreuses centrales hydroélectriques. Mais les prix pratiqués furent jugés trop élevés par rapport à la concurrence et en 1903 une loi permit la création de sociétés municipales de services publics qui conduit à la naissance en 1905 de la prelière centrale électrique communale Piazza Trento.
C'est en 1910 que sera créée l'Azienda Elettrica Municipale (Entreprise Electrique Municipale) de Milan, qui commença son activité le 1er janvier 1911. 
Après la Seconde Guerre mondiale, la société ayant subi de nombreux dégâts, elle connut une période de reconstruction qui a nécessité de gros investissements durant les années 1950, avec la construction de nombreux barrages de Cancano, de San Giacomo di Fraele et Cancano II pour lesquels la construction d'un téléphérique fut indispensable pour le transport des matériaux de construction. La capacité de production a ainsi doublé en quelques années. 
Afin de respecter la Loi 142/90, la régie municipale s'est transformée en société anonyme AEM S.p.A, en 1996 et le 15 juillet 1998, 49 % du capital est coté à la Bourse de Milan. 
En 2000 AEM S.p.A. se diversifie dans le secteur des télécommunications et câble la ville de Milan avec un réseau de fibres optiques pour la distribution intégrée Voix, Internet et Video. 
En 2001 AEM est à l'origine de la création d'alliances internationales et crée Electrone, Italpower et Plurigas.
Au mois d'octobre 2007, lors d'une assemblée extraordinaire de la société, la fusion avec ASM Brescia, son homologue dans les services de la ville de Brescia, est approuvée et deviendra opérationnelle le 1er janvier 2008. 
La nouvelle société énergétique et de services utility a été baptisée A2A. 
La fusion entre AEM et ASM Brescia est intervenue après l'incorporation de AMSA, société spécialisée dans la collecte des déchets urbains, dans AEM.

## Actionnariat
Les actionnaires d'AEM avant la fusion avec AMSA étaient :
- Municipalité de Milan - 43,268 %
- Motor Columbus AG - 5,322 % ; à travers Atel Italia Holding Srl et ATEL (AAR et Ticino SA d'Electricité)
- Fidelity International Limited - 2,074 %

Répartition après la fusion AEM/AMSA :
- Municipalité de Milan - 46,8 %
- Motor Columbus AG - 5,7 %
- Fidelity International Limited - 2 %

Répartition du capital A2A :
- Municipalité de Milan - 27,4 %
- Municipalité de Brescia - 27,4 %
- Motor Columbus AG - 3,5 %
- Municipalité de Bergamo - 2 %
- Fingruppo Holding S.p.A. - 2 %